# Drake & Josh
Drake & Josh is een Amerikaanse sitcom die op Nickelodeon werd uitgezonden. De première van deze serie was op 11 januari 2004 in de Verenigde Staten. Er zijn 64 afleveringen gemaakt, verdeeld over 4 seizoenen. Ook werden er 3 televisiefilms gemaakt, waarvan de laatste in december 2008 uitgezonden werd in de Verenigde Staten. De hoofdpersonen van de serie worden gespeeld door Drake Bell en Josh Peck.

## Verhaal
Drake Parker (Drake Bell) en Josh Nichols (Josh Peck) zijn twee tieners die uit twee huwelijken komen en bij elkaar komen wonen, omdat hun ouders, de moeder van Drake, Audrey Parker-Nichols (Nancy Sullivan) en de vader van Josh Walter Nichols (Jonathan Goldstein), gaan trouwen. Drake wordt gezien als een makkelijke, simpele, luie, populaire, domme en aantrekkelijke tiener die geen moeite heeft met het krijgen van verkering. In tegenstelling tot Drake is Josh een slimme, niet-charmerende, impopulaire jongen. Ze worden vaak gepest door hun kleine zusje, Megan Parker (Miranda Cosgrove).
Het verhaal speelt zich af in San Diego, Californië, USA.

## Medewerkers
| Naam          | Positie                 |
| ------------- | ----------------------- |
| Dan Schneider | Bedenker                |
| Dan Schneider | Uitvoerend producent    |
| Dan Schneider | Scenarioschrijver       |
| Joe Catania   | Producent               |
| Robin Weiner  | Leidinggevend producent |

## Afleveringen
| Seizoen | Afleveringen | Uitzendingen      | Uitzendingen      |
| Seizoen | Afleveringen | Start             | Einde             |
| ------- | ------------ | ----------------- | ----------------- |
| 1       | 6            | 11 januari 2004   | 22 februari 2004  |
| 2       | 14           | 14 maart 2004     | 28 november 2004  |
| 3       | 17           | 2 april 2005      | 12 april 2006     |
| 4       | 20           | 24 september 2006 | 16 september 2007 |

### Televisiefilms
| Film                            | Première        | Aflevering # |
| ------------------------------- | --------------- | ------------ |
| Drake & Josh Go Hollywood       | 6 januari 2006  | 32-34        |
| Drake & Josh: Really Big Shrimp | 3 augustus 2007 | 57-58        |
| Merry Christmas, Drake & Josh   | 5 december 2008 | -            |

## Rolverdeling

### Hoofdrollen
| Acteur             | Personage      | Opmerking(en)                 |
| ------------------ | -------------- | ----------------------------- |
| Drake Bell         | Drake Parker   | Broer van Megan               |
| Josh Peck          | Josh Nichols   | Stiefbroer van Drake en Megan |
| Miranda Cosgrove   | Megan Parker   | Zus van Drake                 |
| Nancy Sullivan     | Audrey Parker  | Moeder van Drake en Megan     |
| Jonathan Goldstein | Walter Nichols | Vader van Josh                |

### Bijrollen
| Acteur              | Personage      | Opmerking(en)        |
| ------------------- | -------------- | -------------------- |
| Alec Medlock        | Craig Ramirez  | nerd                 |
| Scott Halberstadt   | Eric Blonowitz | nerd                 |
| Allison Scagliotti  | Mindy Crenshaw | vriendin van Josh    |
| Yvette Nicole Brown | Helen Dubois   | baas van de bioscoop |
| Jerry Trainor       | Crazy Steve    | bioscoopmedewerker   |

## Andere media

### Muziek
Veel nummers die in de serie zijn gebruikt, zijn uitgegeven als single.
- I Found a Way, het themalied van de serie, door Drake Bell
- Soul Man, uit de aflevering Blues Brothers door Drake Bell en Josh Peck
- Down We Fall, uit de aflevering Number 1 Fan door Drake Bell
- Don't Preach, uit de film Drake & Josh Go Hollywood door Drake Bell
- Hollywood Girl, uit de film Drake & Josh Go Hollywood door Drake Bell
- Highway to Nowhere, uit de aflevering Vicious Tiberious door Drake Bell
- Makes Me Happy, uit de film Drake & Josh: Really Big Shrimp door Drake Bell
- Jingle Bells, uit de film Merry Christmas, Drake & Josh door Drake Bell
- 12 Days of Christmas, uit de film Merry Christmas, Drake & Josh door Drake Bell
- Christmas Wrapping, uit de film Merry Christmas, Drake & Josh door Miranda Cosgrove

### Computerspellen
Er zijn twee computerspellen gemaakt van de serie. Ze zijn gemaakt voor de Game Boy Advance en de Nintendo DS.
- Drake & Josh (computerspel)
- Drake & Josh: Talent Showdown

### Boeken
Er zijn een aantal boeken gemaakt, gebaseerd op de televisieserie Drake & Josh. Alle boeken zijn geschreven door Laurie Calkhoven.
- Blues Brothers, gebaseerd op de afleveringen "Blues Brothers" en "Number One Fan"
- Sibling Revalry, gebaseerd op de afleveringen "The Bet" en "Peruvian Puff Pepper"
- Drake & Josh Go Hollywood, gebaseerd op de film Drake & Josh Go Hollywood
- Kid Trouble, gebaseerd op de afleveringen "Megan's New Teacher" en "Little Sibling"
- Alien Invasion, gebaseerd op de afleveringen "Alien Invasion" en "The Demonator"
- Surprise!, gebaseerd op de afleveringen "Josh Runs Into Oprah" en "Vicious Tiberius"
- Josh is Done, gebaseerd op de afleveringen "Josh is Done" en "I Love Sushi"
- Brother vs. Brother, gebaseerd op de afleveringen "Foam Finger" en "Dance Contest"
- Really Big Shrimp, gebaseerd op de film "Drake & Josh: Really Big Shrimp"
- Mindy, gebaseerd op de afleveringen "Honor Council" en "Mindy's Back"
- Sky Divers, gebaseerd op de afleveringen "Helicopter" en "Tree House"

## Prijzen
- 2006 Nickelodeon Kids' Choice Awards Winnaar: Favoriete TV Show
- 2006 Nickelodeon Kids' Choice Awards Winnaar: Favoriete TV Acteur (Drake Bell)
- 2007 Nickelodeon Kids' Choice Awards Winnaar: Favoriete TV Acteur (Drake Bell)
- 2007 Nickelodeon Kids' Choice Awards (Duitsland) Winnaar: Favoriete TV Acteur (Josh Peck)
- 2008 Nickelodeon Kids' Choice Awards Winnaar: Favoriete TV Acteur (Drake Bell)
- 2008 Nickelodeon Kids' Choice Awards Winnaar: Favoriete TV Show
- 2008 Nickelodeon Kids' Choice Awards (Engeland) Winnaar: Favoriete Kids TV Show
- 2008 Nickelodeon Kids' Choice Awards (Engeland) Winnaar: Favoriete TV Acteur (Josh Peck)
- 2008 Nickelodeon Kids' Choice Awards (Australië) Winnaar: Favoriete Comedy Show

## Trivia
- In een aflevering van iCarly komt de opa van Carly die zegt dat hij in het Parker-Nichols verblijft, dit zijn de achternamen van Drake & Josh.
- In een aflevering van iCarly heeft Spencer een auto gekocht die in Galactic War werd gebruikt in de strijd van Panthatar. Dezelfde naam en oorlog komen ook voor in Drake & Josh.
- In een aflevering van Drake & Josh kwam ook een keer muziekzender MTV voor.
- In een aflevering ligt Josh in het ziekenhuis. Dat ziekenhuis heet Schneider Hospital. Schneider is de achternaam van de bedenker Dan Schneider.
- Josh Peck speelt in 2014/2015 een gastrol in Henry Danger, de nieuwe serie van Dan Schneider.
- In de aflevering really big shrimp komt het theater in beeld en staat er now she's carly wat wijst op de serie iCarly.